# Hanks-Salze
Als Hanks-Salze (bzw. Salzlösung nach Hanks oder auch engl. Hanks’ BSS, für Balanced Salt Solution) bezeichnet man ein Gemisch verschiedener Salze (mehrheitlich Hydrogencarbonate), die als Pufferlösung in Medien für Zellkulturen eingesetzt werden. Hanks-Salze gehören zu den Balanced Salt Solutions. Als Puffer gewährleisten sie ein physiologisches pH-Optimum von etwa 7,0 bis 7,4 für das Zellwachstum (vergleiche auch Kohlensäure-Bicarbonat-System). Namensgeber war der Mikrobiologe John H. Hanks, der diese Pufferlösung 1949 publizierte. Hanks-Salze bestehen aus 185,41 mg/l Calciumchlorid-Dihydrat, 48 mg/l Dinatriumhydrogenphosphat, 97,72 mg/l Magnesiumsulfat, 400 mg/l Kaliumchlorid, 8 g/l Natriumchlorid, 60 mg/l Kaliumdihydrogenphosphat und 1 g/l Glucose.